# Akaogiíta
La akaogiíta es un mineral de la clase de los óxidos que pertenece al grupo de la baddeleyita. Es un polimorfo de la anatasa, la brookita y el rutilo. Fue nombrada por Masaki Akaogi, profesor de química de la Universidad de Gakushuin, Tokio (Japón).

## Características
La akaogiíta es un óxido de fórmula química TiO2 que cristaliza en el sistema monoclínico.

## Formación y yacimientos
Se forma como resultado de las altas presiones por impactos meteoríticos, por tanto un lugar donde se suele encontrar es en cráteres de impacto.